# Klifox Bernárdez
Klifox Oniel Bernárdez Valerio (La Ceiba, Atlántida, 18 de septiembre de 1994) es un futbolista hondureño. Juega de lateral izquierdo y su actual equipo es el Real Sociedad de la Liga Nacional de Honduras.

## Trayectoria

### Motagua
Se inició en el Platense Junior y luego pasó a las reservas del Motagua. El 3 de agosto de 2014, bajo dirección técnica de Diego Martín Vásquez, debutó con el primer equipo de Motagua en un partido contra Real Sociedad en Tocoa, por la primera fecha del Apertura 2014.

## Estadísticas

### Clubes
| Motagua Honduras                                                                                         |                     |                     |    |   |   |   |   |    |    |   |
| 2014-15                                                                                                  | 1.ª                 | 7                   | 0  | 1 | 0 | - | - | 8  | 0  |   |
| 2015-16                                                                                                  | 1.ª                 | 1                   | 0  | 3 | 0 | 0 | 0 | 4  | 0  |   |
| 2016-17                                                                                                  | 1.ª                 | 22                  | 0  | 2 | 0 | - | - | 24 | 0  |   |
| 2017-18                                                                                                  | 1.ª                 | 13                  | 0  | 0 | 0 | 1 | 0 | 14 | 0  |   |
| 2018-19                                                                                                  | 1.ª                 | 5                   | 0  | 0 | 0 | 3 | 0 | 8  | 0  |   |
| 2019-20                                                                                                  | 1.ª                 | 3                   | 0  | 0 | 0 | 2 | 0 | 5  | 0  |   |
| Total | Total               | 51                  | 0  | 6 | 0 | 6 | 0 | 63 | 0  |   |
| Total en su carrera                                                                                      | Total en su carrera | Total en su carrera | 51 | 0 | 6 | 0 | 6 | 0  | 63 | 0 |
| (1)Incluye Copa de Honduras y Supercopa de Honduras. (2)Incluye Concacaf Liga Campeones y Liga Concacaf. |                     |                     |    |   |   |   |   |    |    |   |

## Palmarés

### Campeonatos nacionales
| Título          | Club    | País     | Año  |
| --------------- | ------- | -------- | ---- |
| Torneo Apertura | Motagua | Honduras | 2014 |
| Torneo Apertura | Motagua | Honduras | 2016 |
| Torneo Clausura | Motagua | Honduras | 2017 |
| Supercopa       | Motagua | Honduras | 2017 |
| Torneo Apertura | Motagua | Honduras | 2018 |
| Torneo Clausura | Motagua | Honduras | 2019 |